# Força de Paz do Caribe

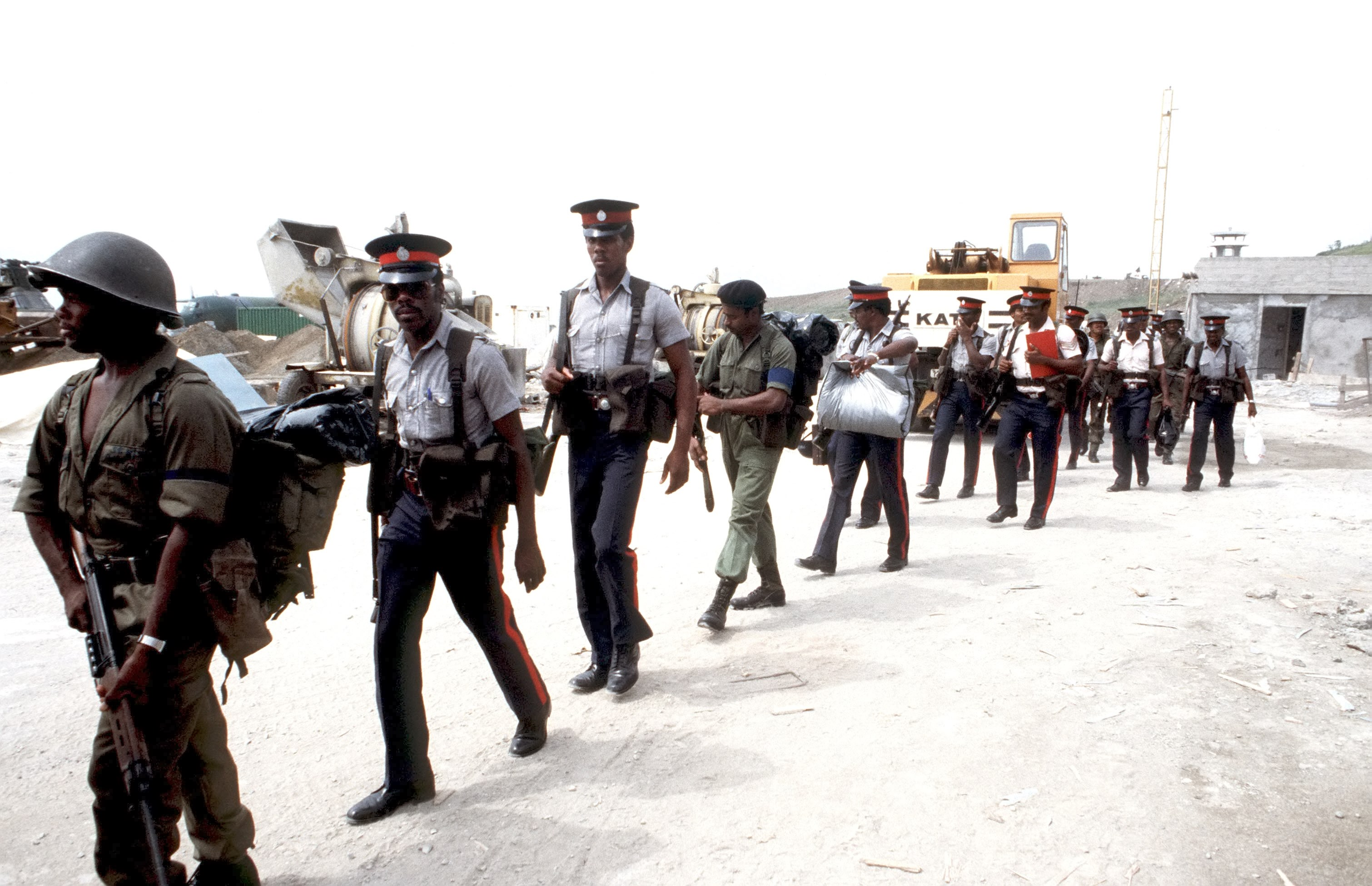
Members of the Eastern Caribbean Defense Force participate in Operation Urgent Fury. Includes Royal Barbados Police Force personnel and soldiers of unknown nationality. 3 November 1983

Força de Paz do Caribe (em inglês:  Caribbean Peace Force, CPF), também conhecida como Força de Paz do Caribe Oriental (em inglês:  Eastern Caribbean Peace Force, ECPF), foi uma força de manutenção de paz sob mandato da Organização dos Estados do Caribe Oriental, com 350 membros, que operou em Granada entre outubro de 1983 e junho de 1985, após a invasão de Granada pelos Estados Unidos e várias outras nações em resposta à deposição e execução do primeiro-ministro de Granada, Maurice Bishop. Em 25 de outubro de 1983, Estados Unidos, Barbados, Jamaica e membros da Organização dos Estados do Caribe Oriental desembarcaram navios em Granada, derrotaram a resistência granadina e cubana e derrubaram o governo militar de Hudson Austin.